# Tulsi Chauda
Tulsi Chauda (nep. तुल्सी चौडा) – gaun wikas samiti w środkowej części Nepalu w strefie Dźanakpur w dystrykcie Dhanusa. Według nepalskiego spisu powszechnego z 2011 roku liczył on 1024 gospodarstwa domowe i 5301 mieszkańców (2687 kobiet i 2614 mężczyzn).